# Mustafo Bafoyev
Mustafo Bafoyev (født 11. oktober 1946 i Ganchkash, Bukhara distriktet, Usbekistan, Rusland) er en usbekisk/russisk komponist, violinist, lærer og dirigent. 
Bafoyev studerede violin og komposition på Tashkent Musikkonservatorium hos bla. Boris Tisjtjenko. Han har skrevet 5 symfonier, orkesterværker, kammermusik, operaer, balletmusik, korværker, sange , og stykker for usbekisk folkemusik orkestre etc. Bafoyev underviste i komposition på Bukhara Pædagogiske Institut, og dirigerede usbekisk tvs folkemusiks instrumentale orkester. Han komponerer i en klaassisk moderne, ekspressiv stil med elementer fra folkloren i sit land. Bafoyev hører til de nulevende ledende komponister fra Usbekistan. Han modtog den usbekiske statspris Abdulla Qodiri (1997).

## Udvalgte værker
- Symfoni nr. 1 "Gazelle" (1979) - for kvindestemme, slagtøj, kor og strygeorkester
- Symfoni nr. 2 "Til minde om Avitsennï" (1984) - for strygeorkester
- Symfoni nr. 3 (1987) - for klaver og orkester
- Symfoni nr. 4 "Mavranahr" (1991) - for orkester
- Symfoni nr. 5 "Holoti Alisher Navoiy" (1991) - for orkester